# Sydney-Melbourne Ultramarathon
Der Westfield Sydney-Melbourne Ultramarathon war ein Ultramarathon, der jährlich zwischen 1983 und 1991 stattfand. Das Rennen wurde von der Westfield Group gesponsert.

## Strecke
Das fünftägige Ultramarathon startete beim Einkaufszentrum Westfield Parramatta im Westen von Sydney und endete im Osten von Melbourne beim Westfield Doncaster Einkaufszentrum. Das Rennen erstreckte sich über eine Distanz zwischen 864 und 1060 Kilometern und wurde als eines der anstrengendsten Rennen der Welt angesehen.

## Siegerliste

### 1983
1. Cliff Young: 5 Tage 15h 04m
2. George Perdon: 6 Tage 01h 00m
3. Siggy Bauer: 6 Tage 05h 00m

## Sonstiges
Besondere Bekanntheit erreichte der Wettbewerb, als er 1983 vom damals unbekannten Kartoffel- und Schaffarmer Cliff Young gewonnen wurde, welcher zum Zeitpunkt seines Sieges 61 Jahre alt war und das Rennen in Gummistiefeln begann.